# 天黑請閉眼 (綜藝節目)
《天黑請閉眼》為2010年台灣電視遊戲節目，於每週一至週五23:00在緯來綜合台播出。主持人為謝震武及安心亞。

## 節目内容
每次遊戲共有八名參賽者，分別扮演殺手、警察及平民三種角色（殺手、警察各兩名、平民四名）。當只有六名參賽者時，則只有殺手及平民兩種角色（殺手一名、平民五名）。而2011年過年期間曾將殺手更改為衰神。
遊戲分回合制，每回合分為黑夜及白天。黑夜來臨時殺手將會殺害一位玩家，警察則可指認一位玩家並預先知道該玩家的身分。白天來臨時所有生存玩家在討論過後可用投票殺死一位嫌疑最大的玩家，當殺手全滅，則正義方獲勝；反之當警察全滅，則邪惡方獲勝。究竟今天的正邪之戰，結果將會如何呢!
後期因有些警察看不懂手勢又增加[殺]及[民]的牌子方便確認。
節目初期第一輪被警察指認的人需送進刑求室刑求，後來則改為全體投票表決，最後再改為由第一輪被殺手殺害的玩家指定刑求。
另外有關遊戲其他內容，請參閱殺手遊戲。

## 獎金挑戰賽
不同時期會有下列挑戰方式：
- 獲勝者挑戰50萬獎金，在十五秒內記住16宮格裡的圖案，然後需翻出主持人指定的牌來配對。每配對錯一次獎金則掉落一個，共有六次機會。
- 獲勝者挑戰10萬獎金，需回答主持人共六個問題（緊蹦問答），每答錯一題獎金則掉落一個，共有六次機會。
- 獲勝者直接抱走一萬元獎金。（一萬元由獲勝者人數均分）

## 節目列表
每集節目大綱參閱：
- 天黑請閉眼節目列表

## 趣聞
節目播出時期，許多參賽來賓一些特立獨行，被冠上一些封號。
平民類
- 警察剋星(毛利小五郎)：都拉斯（平民身份時，指認殺手從來沒正確，反而常誤將警察指認成殺手，又會鼓吹眾人將他指認的對象淘汰出局，使正義方輸掉比賽；而當他是殺手身分時，經常會因為自己的言行導致自己的同夥先出局）
- 柯強(最強偵探)：陳志強（除了自己抽到殺手外，每次都能立刻且神準的發現殺手身份）
- 第二代警察剋星：徐小可
- 第三代警察剋星：庭庭
- 最笨平民：申東靖(相信殺手安鈞璨跟他打勾勾說他不是殺手，投票投掉警察)

警察類
- 兩光警察：嚴立婷（已知殺手陳翊萱身份卻和她聯手將平民吳娟儀淘汰出局）、琇琴（已知殺手劉曉憶身份卻完全不行動）
- 傻子警察：郭彥均（連續兩個晚上指認平民孫國豪為殺手。)（綠茶、蔣偉文也分別曾對郭世倫、佩佩連續兩晚指認，但郭世倫和佩佩都是殺手)
- 不敗警察：郭惠妮（抽到警察不曾輸過）

殺手類
- 不敗殺手：王思佳 (抽到殺手，從無敗績)
- 最狠殺手：佩佩（殺掉親姊姊依依。無論同伴是否無法掩護，皆和眾人一起投票將也是殺手的李伯恩、宋逸民和柳岩淘汰出局來洗清自己的嫌疑)
- 最笨殺手：小Call（明目張膽洩漏自己的身份）
- 演技殺手：王尹平（被眾人起疑殺手身份時利用高超演技落淚博取同情，但最終還是遭到投票公開處決）
- 崩潰殺手：米可白（在節目中崩潰演出，而成功掩飾了殺手身份）

其他類
- 倒楣肉墊：綠茶、小優、逸祥(通常第一輪就被殺，如果沒被殺就容易被懷疑是殺手)
- 天黑F4（遊戲的四大高手）：陳志強、王思佳、艾力克斯、蔣偉文
- 隱藏高手：汪建民（無論抽到任何角色，均能存活到最後並獲得勝利）
- 最瞎刑官：翁滋蔓(在行氣球刑完戳爆氣球後才質問被刑求者)

## 外部連結
- 天黑請閉眼（页面存档备份，存于）

| 緯來綜合台 週一至週五23:00~24：00 | 緯來綜合台 週一至週五23:00~24：00                             | 緯來綜合台 週一至週五23:00~24：00 |
| --------------------------------- | ------------------------------------------------------------- | --------------------------------- |
|                                   | 天黑請閉眼 2010.12.13-2011.07.19 天黑請閉眼(重播) 2011.07.20- |                                   |
| —                                 | 我們一家訪問人                                                |                                   |